# Distrito de Peren
Peren (en hindi: ) es un distrito de la India en el estado de Nagaland. Código ISO: IN.NL.PE.
Comprende una superficie de 2 300 km².
El centro administrativo es la ciudad de Peren.

## Demografía
Según censo 2011 contaba con una población total de 94 954 habitantes, de los cuales 45 424 eran mujeres y 49 530 varones.